# Kemal Aydın
Kemal Aydın (* 19. Januar 1934 in Derekışla, Balâ, Ankara; † 8. Januar 2019) war ein  türkischer Fußballspieler und Fußballfunktionär. Er spielte bei Gençlerbirliği, galt in Fankreisen seines Vereins als einer der besten türkischen Spieler seiner Ära und war Führungsfunktionär der Türkiye Futbol Federasyonu. Sein Beiname (lakap) war Kara Kemal („Dunkler Kemal“). In die Nationalmannschaft wurde er nie berufen.

## Das Leben
Er wurde in Derekışla, einem zu Balâ gehörenden Dorf in der Provinz Ankara, geboren. Sein Vater war Hasan Aydın, einer der ersten Metzger Ankaras. Er besuchte die İnönü-Grundschule und absolvierte das Gazi-Gymnasium in Ankara. Anschließend studierte er an der Wirtschafts- und Verwaltungswissenschaftlichen Fakultät der Gazi-Universität in Ankara. Das Studium absolvierte er neben seiner Fußballerkarriere. Er spielte von 1956 bis 1962 bei Gençlerbirliği. Den Beinamen Kara Kemal erhielt er, um ihn von drei weiteren Kemals zu unterscheiden.
Er war mit Özden Aydın verheiratet und hatte zwei Kinder.

## Berufsleben
Ab 1956 arbeitete er beim türkischen Grundbuchamt. Bald danach wechselte er zum Ministerium der Jugend und Sportarten. Kurz vor dem Militärputsch von 1980 wurde er Leiter der Sportakademie und später allgemeiner Koordinator der türkischen Fußballföderation. 1985 zog er sich zurück, aber war weiterhin als Berater des Ministers und als Vertreter der türkischen Fußballföderation in europäischen Spielen aktiv.